# 정희주
정희주(1986년 8월 22일 ~)는 대한민국의 가수다.

## 방송
- 스타 오디션 위대한 탄생 (시즌 1) (2010) - Top6
- 수상한 가수 (2017)

## 음반
- 스타오디션 위대한 탄생 Part.4 - 가왕 조용필의 명곡 부르기 (2011)
- 위대한 탄생 Passion Of The Great Birth - Blue (2011)
- 오작교 형제들 OST Part.3 (2011)
- 슈퍼스타 싸홀 - 시즌1 (2011)
- 오작교 형제들 OST (2011)
- 그녀의 신화 OST Part.3 (2013)
- 그녀의 신화 OST (2013)
- Hee Joo (2015)